# Erhalt uns, Herr, bei deinem Wort, BWV 126

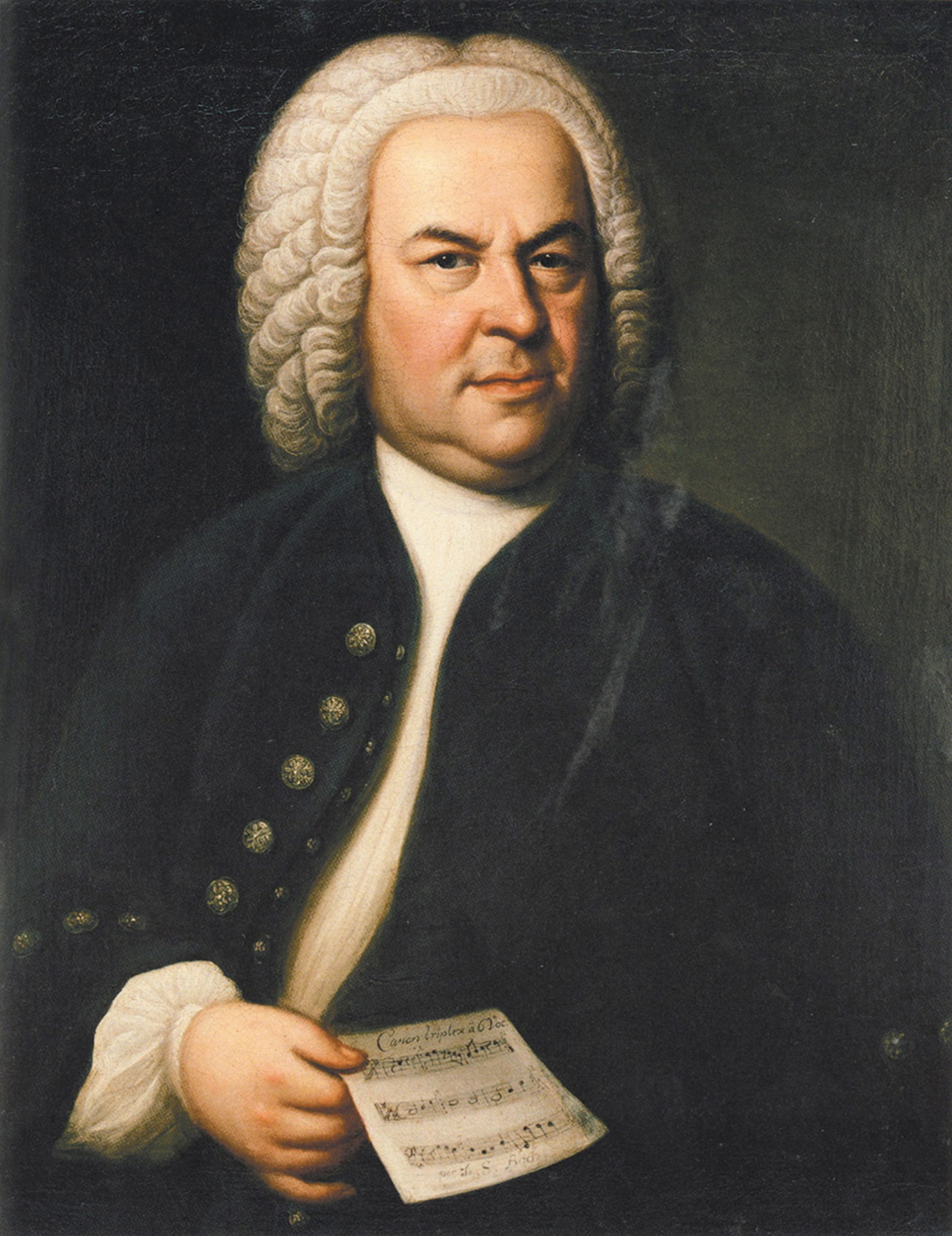
Johann Sebastian Bach, compositor de la cantata.

Erhalt uns, Herr, bei deinem Wort, BWV 126, (Sostennos, Señor, con tu palabra) es una cantata de Johann Sebastian Bach para usar en un servicio luterano. Compuso la cantata coral en 1725 en Leipzig para el domingo de Sexagésima, el segundo domingo antes de la Cuaresma, y la interpretó por primera vez el 4 de febrero de 1725. Se basa en el himno «Erhalt uns, Herr, bei deinem Wort» de Martín Lutero, publicado en 1542. El texto del himno en la época de Bach también incluía dos estancias de Justus Jonas y «Verleih uns Frieden gnädiglich» de Lutero.
Un libretista desconocido retuvo cuatro de estas siete estancias combinadas, usando la primera y las dos últimas sin cambios como de costumbre, y expandiendo la tercera agregando texto para un recitativo. Parafraseó las otras estancias para dos arias y otro recitativo. Bach estructuró la cantata en seis movimientos y la compuso para tres solistas vocales, un coro de cuatro partes y un conjunto instrumental barroco de trompeta, oboe, cuerdas y bajo continuo. El primer movimiento es una fantasía coral dominado por la trompeta. En el inusual tercer movimiento, Bach tiene una voz de alto y tenor que se alternan para el recitativo, mientras cantan los versos de la tercera estancia del himno a dúo. El cuarto movimiento es un aria de bajo dramático, acompañado de un bajo continuo inquieto. Debido a los himnos recopilados, la melodía de las dos estancias finales es diferente a la utilizada en los movimientos primero y tercero.

## Historia y texto

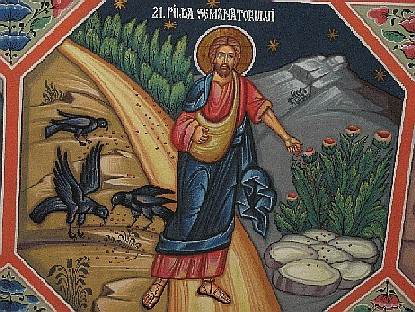
Parte del texto de la cantata se basa en la parábola del sembrador del Evangelio de Lucas.

Johann Sebastian Bach ocupó el cargo de Thomaskantor (director de música eclesiástica) en Leipzig desde 1723. Durante su primer año, comenzando con el primer domingo después de la Trinidad, escribió un ciclo de cantatas para los eve ntos del año litúrgico. En su segundo año compuso un segundo ciclo anual de cantatas, que iba a consistir exclusivamente en cantatas corales, cada una basada en un himno luterano.
Como parte de este ciclo, Bach compuso Erhalt uns, Herr, bei deinem Wort el domingo de Sexagésima, el segundo domingo antes de la Cuaresma. Las lecturas prescritas para el domingo se tomaron de la Segunda epístola a los corintios, «El poder de Dios es poderoso en los débiles» (2 Corintios 11:19-12:9), y del Evangelio de Lucas, la parábola del sembrador (Lucas 8:4-15). La cantata se basa en el himno Erhalt uns, Herr, bei deinem Wort de Martín Lutero. En la época de Bach, incluía las tres estancias de la coral de Lutero, seguidas de dos estancias de Justus Jonas, la versión alemana de Lutero de Da pacem Domine (1531) y una segunda estancia, que parafrasea a 1 Timoteo 2:2 (1566).
El resultado son siete estancias:
1. Erhalt uns, Herr, bei deinem Wort
2. Beweis dein Macht, Herr Jesu Christ
3. Gott Heilger Geist, du Tröster wert
4. Ihr 'Anschläg, Herr, zunichte mach
5. So werden sie erkennen doch
6. Verleih uns Frieden gnädiglich
7. Gib unserm Fürsten und aller Obrigkeit

Una frase en la epístola, «Porque la palabra de Dios es viva y poderosa, y más cortante que cualquier espada de dos filos» (Hebreos 4:12), posiblemente motivó la elección del himno. El poeta desconocido del texto de la cantata mantuvo las estancias primera, tercera, sexta y séptima sin cambios, expandiendo la tercera como recitativo, y reformuló las segunda, cuarta y quinta para los respectivos movimientos de la cantata. El tema del evangelio es la palabra de Dios, como explica Jesús en el versículo once, «La parábola es esta: La semilla es la palabra de Dios», que se menciona en la primera línea del himno, «bei deinem Wort» (cerca de tu palabra). En lugar de relacionarse estrechamente con la parábola, el poeta se concentra en una petición general a Dios: mantener a su pueblo fiel a su palabra, para protegerlo de sus enemigos y darles la paz.
Bach interpretó por primera vez la cantata el 4 de febrero de 1725, sólo dos días después de la cantata Mit Fried und Freud ich fahr dahin, BWV 125, para la Purificación de María el 2 de febrero. El autógrafo de la cantata se perdió, pero las partes que utilizó Bach se conservan. La cantata es la penúltima cantata coral del segundo ciclo de cantatas de Bach.

## Partitura y estructura
Bach estructuró la cantata en seis movimientos. En el formato típico de las cantatas corales de Bach, el primer y último movimiento de la primera y última estancia del himno se establecen para el coro, como una fantasía coral y una coral de cierre. Enmarcan arias y recitativos alternados con el texto del libretista. Compuso la obra para tres solistas vocales (alto (A), tenor (T) y bajo (B)), un coro de cuatro partes y un conjunto instrumental barroco: trompeta (Tr), dos oboes (Ob), dos violines (Vl), viola (Va) y bajo continuo (Bc). La duración de la pieza se ha establecido en 22 minutos.
En la siguiente tabla de movimientos, la partitura sigue la Neue Bach-Ausgabe y las abreviaturas para voces e instrumentos de la lista de cantatas. Las claves y los compases se toman del experto en Bach Alfred Dürr, usando el símbolo del tiempo común (). Los instrumentos se muestran por separado para vientos y cuerdas, mientras que no se muestra el continuo, ya que se toca en todo momento.
| N.º | Título                                                                              | Texto          | Tipo             | Vocal | Vientos | Cuerdas | Tonalidad | Compás            |
| --- | ----------------------------------------------------------------------------------- | -------------- | ---------------- | ----- | ------- | ------- | --------- | ----------------- |
| 1   | Erhalt uns, Herr, bei deinem Wort                                                   | Lutero         | Fantasía coral   | SATB  | Tr 2Ob  | 2Vl Va  | la menor  | cuatro por cuatro |
| 2   | Sende deine Macht von oben                                                          | anónimo        | Aria             | T     | 2Ob     |         | mi menor  | cuatro por cuatro |
| 3   | Der Menschen Gunst und Macht wird wenig nützen Gott Heiliger Geist, du Tröster wert | anónimo Lutero | Recitativo Coral | A T   |         |         |           | cuatro por cuatro |
| 4   | Stürze zu Boden, schwülstige Stolze!                                                | anónimo        | Aria             | B     |         |         | do mayor  | 3 8               |
| 5   | So wird dein Wort und Wahrheit offenbar                                             | anónimo        | Recitativo       | T     |         |         |           | cuatro por cuatro |
| 6   | Verleih uns Frieden gnädiglich Gib unsern Fürsten und all'r Obrigkeit               | Lutero         | Coral            | SATB  | Tr 2Ob  | 2Vl Va  | la menor  | cuatro por cuatro |

## Música

### «Erhalt uns, Herr, bei deinem Wort»
El coro de apertura, «Erhalt uns, Herr, bei deinem Wort» (Sostennos, Señor, con tu palabra), es una fantasía coral. Un rasgo característico del concierto instrumental es una señal de trompeta de cuatro notas, que se deriva del comienzo de la melodía coral, como para repetir las palabras «Erhalt uns, Herr» (Sostennos, Señor) una y otra vez. El motivo consta de las tres notas del acorde de la menor en la secuencia A C A E, con las notas más altas en las sílabas acentuadas, la más alta en «Herr». El cantus firmus de la coral lo canta la soprano, mientras que las otras voces cantan a imitación, incrustadas en el concierto independiente de la orquesta. El experto en Bach Christoph Wolff señala que la fanfarria de la trompeta «subraya el carácter combativo y dogmático de esta canción devocional tardía de Lutero».

### «Sende deine Macht von oben»
La primera aria, cantada por el tenor, «Sende deine Macht von oben» (Envía tu poder desde arriba), es una oración, intensificada por dos oboes. En la sección central, las palabras «erfreuen»  (deleite) y «zerstreuen» (dispersión) están ilustradas por melismas en la voz.

### «Der Menschen Gunst und Macht wird wenig nützen» / «Gott Heiliger Geist, du Tröster wert»
El tercer movimiento presenta dos elementos de texto entretejidos, el recitativo «Der Menschen Gunst und Macht wird wenig nützen» (El deseo y la voluntad de la humanidad son de poca utilidad), y las cuatro líneas intercaladas de la tercera estancia del himno, «Gott, Heiliger Geist, du Tröster wert» (Dios, Espíritu Santo, digno Consolador). Los versos recitativos se cantan alternando voces alto y tenor, mientras que los versos corales intercalados son interpretados por ambas voces a dúo. En este dúo, la voz que entra canta la melodía del himno adornado, mientras la otra acompaña.

### «Stürze zu Boden, schwülstige Stolze!»
La segunda aria, «Stürze zu Boden, schwülstige Stolze!» (¡Arroja al suelo al pomposo orgulloso!), es dramática, especialmente en el bajo continuo inquieto. John Eliot Gardiner cita a William G. Whittaker: «La justa indignación de Bach contra los enemigos de su fe nunca se expresó con tanta fiereza como en este aria». El expero en Bach Alfred Dürr describe el movimiento como un «aria de fuerza dramática genuinamente barroca», que expresa el «celo del Antiguo Testamento».

### «So wird dein Wort und Wahrheit offenbar»
Un recitativo de tenor, «So wird dein Wort und Wahrheit offenbar» (Así serán reveladas Tu palabra y verdad), cambia el tema y conduce a la paz, implorado en el movimiento final.

### «Verleih uns Frieden gnädiglich» / «Gib unsern Fürsten und all'r Obrigkei»
El sexto movimiento combina las dos estancias de diferentes corales, «Verleih uns Frieden gnädiglich» de Lutero (Concédenos la paz graciosamente), y «Gib unsern Fürsten und all'r Obrigkeit Fried und gut Regiment» (Dale a nuestros príncipes y a todas las autoridades paz y buen regimiento), en una configuración de cuatro partes. Estas dos estancias tienen una melodía diferente.